# Agroeca spinifer
Espèce
Agroeca spinifer est une espèce d'araignées aranéomorphes de la famille des Liocranidae.

## Distribution
Cette espèce est endémique d'Utah aux États-Unis,. Elle se rencontre vers Fillmore.

## Description
La femelle holotype mesure 5,4 mm.

## Systématique et taxinomie
Cette espèce a été décrite par Kaston en 1938.

## Publication originale
- Kaston, 1938 : « North American spiders of the genus Agroeca. » American Midland Naturalist, vol. 20, p. 562-570.